# Herzele
Herzele ist eine belgische Gemeinde in der Denderstreek in der Region Flandern mit 18.928 Einwohnern (Stand 1. Januar 2024). Die Gemeinde hat insgesamt acht Teilgemeinden, Borsbeke, Herzele, Hillegem, Ressegem, Sint-Antelinks, Sint-Lievens-Esse, Steenhuize-Wijnhuize und Woubrechtegem.
Der Molenbeek verläuft durch Borsbeke, Herzele, Ressegem und Hillegem und der Molenbeek-Ter Erpenbeek verläuft durch Herzele, Sint-Lievens-Esse, Woubrechtegem und Ressegem.
Aalst liegt 11 Kilometer nordöstlich, Geraardsbergen 12 km südlich, Oudenaarde 19 km westlich, Gent 20 km nordwestlich und Brüssel etwa 33 km östlich.
Die nächsten Autobahnanschlüsse befinden sich nördlich bei Erpe-Mere und Wetteren an der A 10 / E 40.
Herzele hat einen Regionalbahnhof an der Bahnlinie Kortrijk – Oudenaarde – Zottegem – Herzele – Aalst/Brüssel; in Gent und Brüssel halten auch überregionale Schnellzüge.
Der nächste internationale Flughafen befindet sich nahe der Hauptstadt Brüssel.

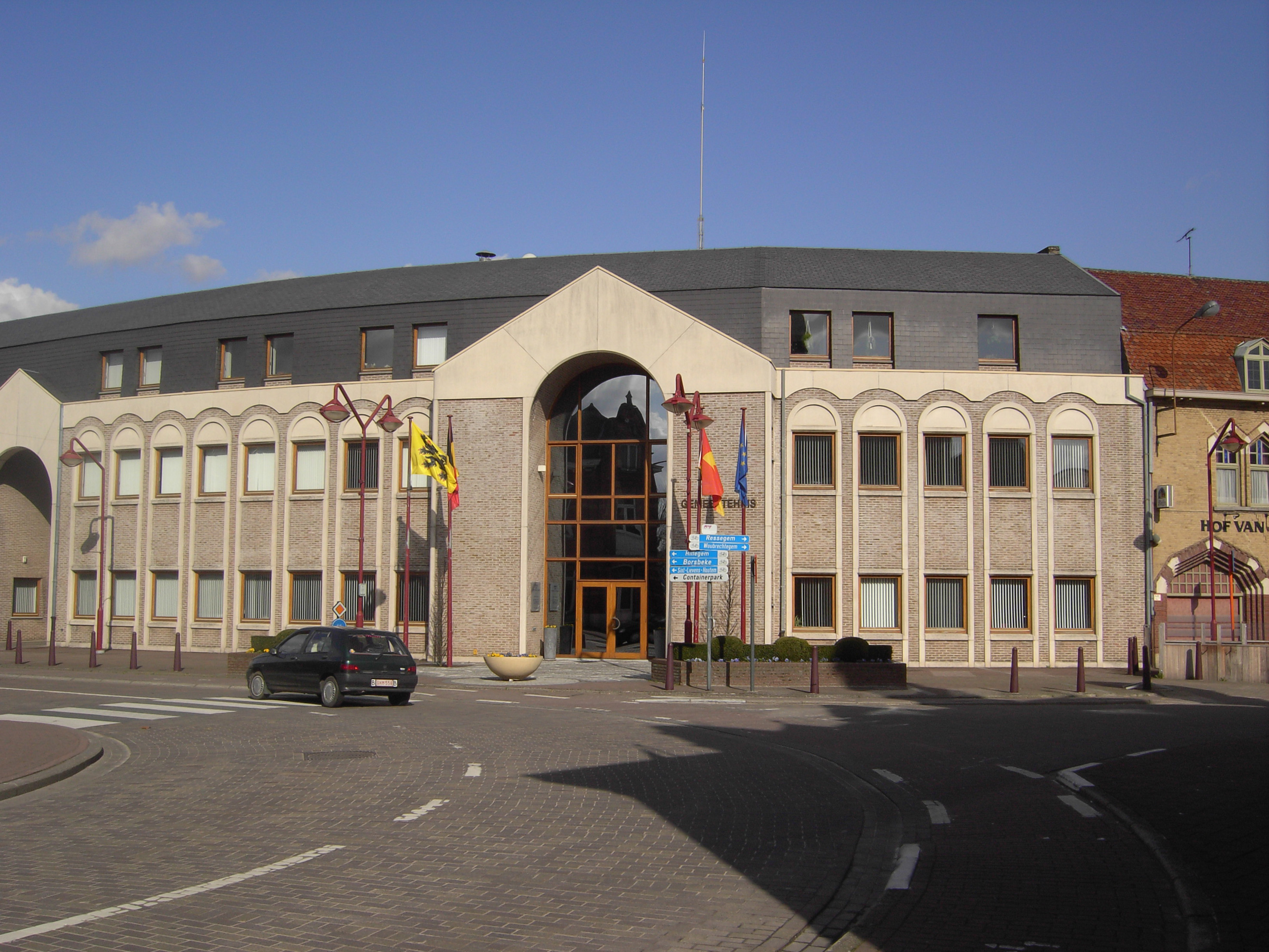
Gemeindehaus von Herzele
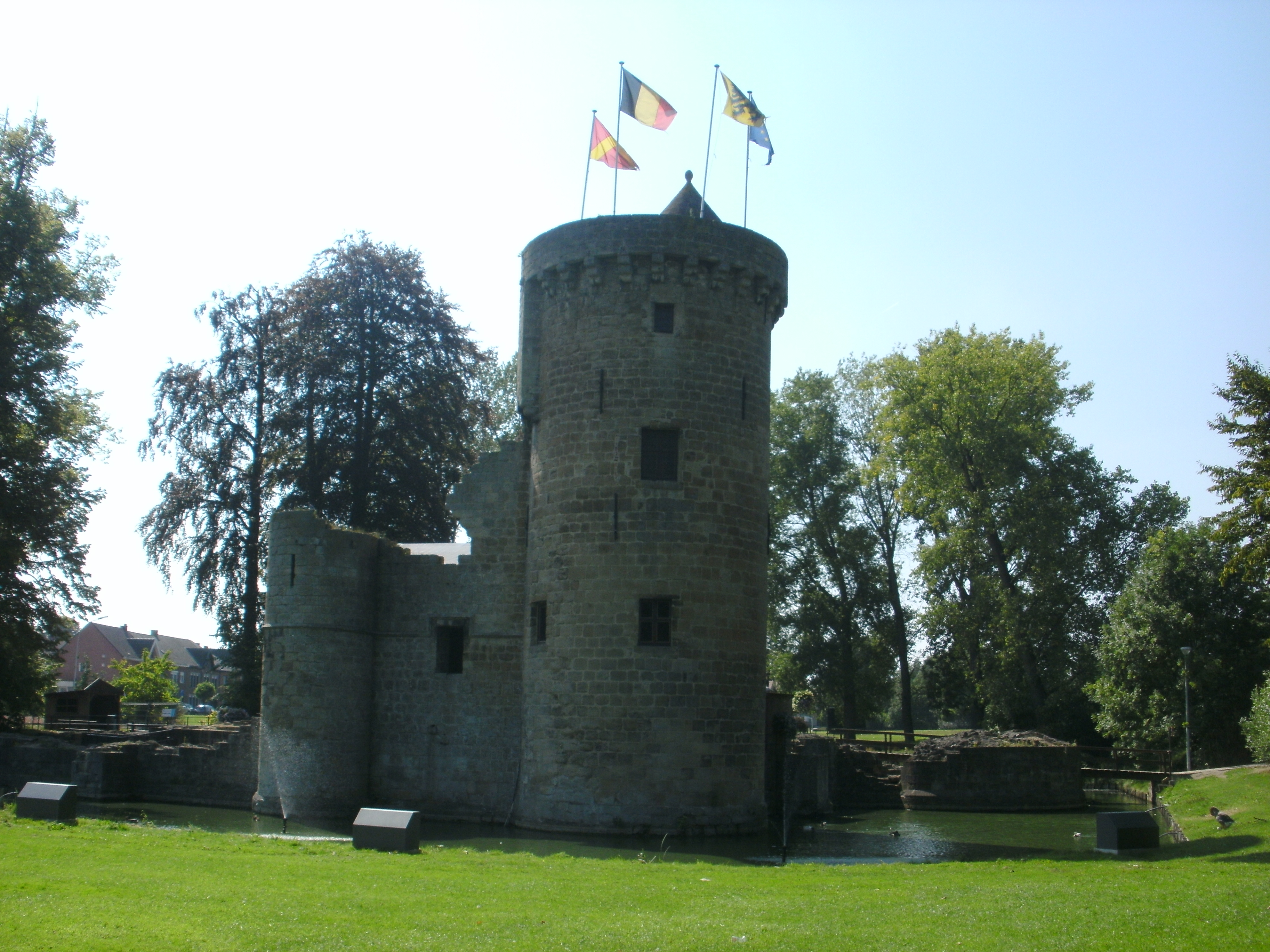
Burg von Herzele, auf der das Adelsgeschlecht wohnte

## Persönlichkeiten
- Étienne Sonck (* 1946), Radrennfahrer